# Большая Каменка (приток Северского Донца)

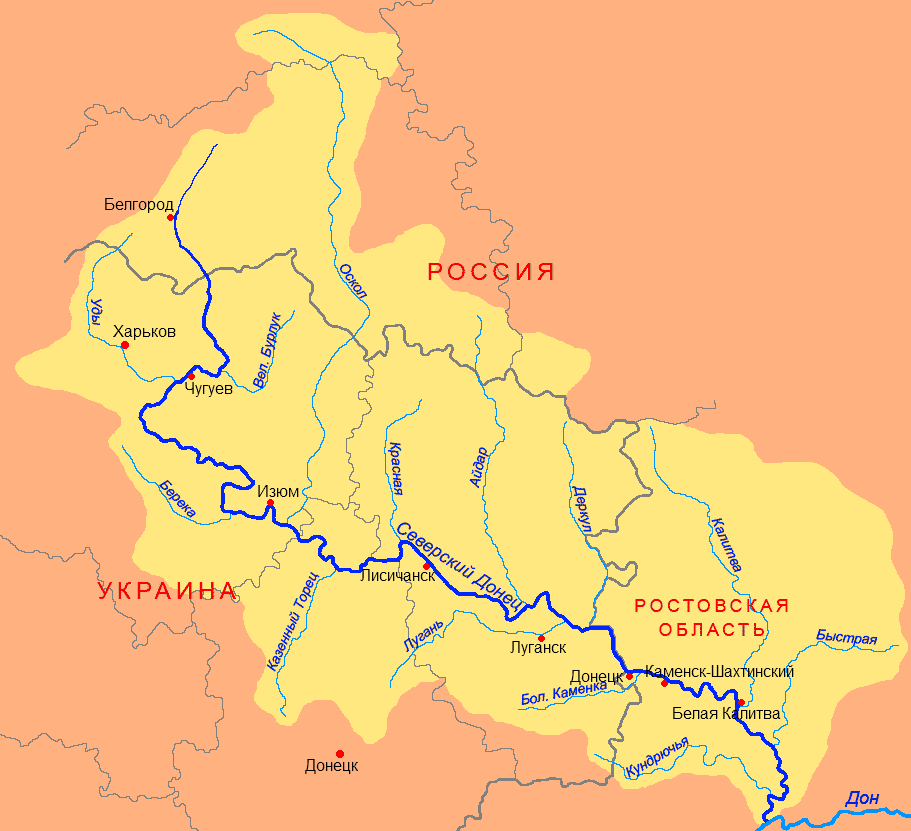
Бассейн Северского Донца

Больша́я Ка́менка (укр. Вели́ка Ка́м'янка) — река в Луганской области Украины и Ростовской области России, правый приток Северского Донца.

## Описание
Длина реки — 118 км, площадь водосборного бассейна — 1810 км². Впадает в Северский Донец в 214 км от его устья, при входе его в пределы Ростовской области, нередко изгибающаяся под прямым углом, благодаря пересечению складок и крутопоставленных пластов Донецкого кряжа, имеет чрезвычайно живописную долину. Будучи не особенно многоводной, она во многих местах перегорожена плотинами. На её скалистых берегах сохранился в достаточном количестве лес. Сочетание блестящих водных пятен прудов, а также плёсов реки с утёсами, покрытыми кудрявым мелким дубовым лесом и беспорядочно разбросанными домиками многочисленных хуторов, создаёт чрезвычайно красивую пестроту ландшафта реки.

### Населённые пункты

#### На территории Украины
- Червоная Поляна (исток в южных окрестностях)
- Колпаково
- Зеленодольское
- Ребриково
- Македоновка
- Каменка
- Палиевка
- Боково
- Верхняя Краснянка
- Великий Лог
- Горное
- Новоалександровка
- Орджоникидзе
- Верхнешевыревка
- город Краснодон
- Власовка
- Краснодарский
- Нижняя Гарасимовка

#### На территории России
Город Донецк, устье в его восточных окрестностях на Северском Донце, на российской территории.

### Притоки
Правые:
- Малая Каменка (укр. Мала Кам'янка)
- Медвежья (укр. Ведмежа)
- Должик (укр. Довжик)
- Деревечка (укр. Деревечка)
- Верхнее Провалье (укр. Верхнє Провалля)
- Нижнее Провалье (укр. Нижнє Провалля)

Левые:
- Дуванная (укр. Дуванна)